# プラチナ (坂本真綾の曲)
「プラチナ」は、坂本真綾の5作目のシングル。1999年10月21日にビクターエンタテインメントより発売された。

## 概要
表題曲は、テレビアニメ『カードキャプターさくら』のオープニングテーマとして起用された。制作時の仮タイトルは「TRIPPER」。本録音までにタイトルが変更され、これに伴って歌詞も一部書き換えられている。坂本がCLAMP作品の楽曲を担当するのは「ボクらの歴史」「Gift」に次ぎ3度目。坂本の代表曲のひとつとして知られる。累計出荷枚数は3.8万枚。
タイアップ先で、坂本はテレビ版には声優として出演はしていないが、後に公開された『劇場版カードキャプターさくら 封印されたカード』では、「無」のカードの声を担当している。
本作よりオリジナル・カラオケの表記が「without maaya」に移行した。
2017年2月18日にNHK BSプレミアムにて放送された生放送番組『カウントダウンLIVE アニソン ベスト100!』では7位にランクイン。2019年3月1日には、ソニー・ミュージックエンタテインメントのアニメソング人気投票キャンペーン「平成アニソン大賞」において声優ソング賞（1989年 - 1999年）に選出された。

## 収録曲
（全作曲・編曲：菅野よう子）
1. プラチナ[注 2]（4:10)
  - 作詞：岩里祐穂
  - BS2アニメ『カードキャプターさくら』第3オープニングテーマ
2. 24（twenty-four）(4:46)
  - 作詞：染谷和美
3. プラチナ（without maaya）(4:10)
4. 24（twenty-four）（without maaya）(4:45)

## カバー
プラチナ
- 丹下桜 - 2010年発売のアルバム『Musees de Sakura』に収録。
- 今井麻美、原由実、沼倉愛美 - 2010年発売のアルバム『THE IDOLM@STER STATION!!! SECOND TRAVEL 〜Seaside Date〜』に収録。
- 青山美生（悠木碧） - 2011年発売のアルバム『「神のみぞ知るセカイ」キャラクター・カバーALBUM 〜選曲:若木民喜〜』に収録。
- marble - 2011年発売のアルバム『うた種』に収録。
- コタニキンヤ. - 2012年10月3日発売のシングル『ソラ、カゼ』に収録。
- 源レム（諏訪彩花） - 2012年発売のアルバム『FMファミソン 16BIT 〜ANIME STAGE〜』に収録。
- 岩男潤子 - 2013年発売のアルバム『Anison A to Z』に収録。
- 佐咲紗花 - 2015年発売のアルバム『SAYAKAVER.』に収録。
- Negicco - 2015年発売のアルバム『坂本真綾20周年記念トリビュートアルバム REQUEST』に収録。
- 南條愛乃 - 2016年10月10日、自身のファンクラブイベントにて披露。
- Pyxis - 2017年8月25日開催の「Animelo Summer Live 2017 -THE CARD-」にて披露。
- Lia - 2018年発売のアルバム『REVIVES -Lia sings beautiful anime songs-』に収録。
- 河野都（22/7 ナナブンノニジュウニ） - Vtuber-歌ってみた動画として、2019年3月25日に公開。
- 松澤由美 with 岩男潤子 - 2020年発売のアルバム「Yumi Matsuzawa AnimeSong Cover Album」に収録。
- 高槻かなこ - 2021年発売のシングル『King of Anison EP1』に収録。
- 竹達彩奈 - 2022年8月24日発売の配信シングル『プラチナ - from CrosSing』に収録。
- 出雲咲姫（紡木吏佐） - ゲーム『D4DJ Groovy Mix』に収録（2023年3月14日追加）。
- 森口博子 - 2024年8月7日発売のカバーアルバム『ANISON COVERS 2』に収録。